# Барановичское производственное хлопчатобумажное объединение
ОАО «Бара́новичское производственное хлопчатобумажное объединение» (БПХО; бел. Баранавіцкае вытворчае баваўнянае аб'яднанне) — белорусская компания по производству хлопчатобумажной пряжи, некоторых видов тканей и швейных изделий. Одно из крупнейших предприятий лёгкой промышленности в Республике Беларусь и одно из крупнейших профильных предприятий в Европе и СНГ. Реализует продукцию под торговой маркой «Блакіт» (рус. Синева). Предприятие расположено на северо-востоке города Барановичи Брестской области.

## История
Строительство Барановичского хлопчатобумажного комбината началось в 1960 году. Первые 66 тысяч прядильных веретен были введены в эксплуатацию в декабре 1963 года, мощности второй прядильной фабрики — в декабре 1965 года. В 1966 году была запущена ткацкая фабрика, в 1969 году — отделочное производство. После выхода на проектную мощность предприятие располагало 111 тыс. прядильных и 17,3 тыс. крутильных веретен (первое прядильное производство), 132,6 тыс. веретен (второе прядильное производство), 3890 ткацких станков (ткацкая фабрика) и мощностями по производству 65,3 млн м² готовых тканей в год. В 1970 году предприятию было присвоено имя ЛКСМБ.
В 1980 году комбинат был преобразован в производственное объединение. 18 марта 1981 года Барановичское хлопчатобумажное производственное объединение имени Ленинского комсомола Белоруссии было награждено орденом Трудового Красного Знамени.
В 2001 году было создано отдельное швейное производство, в 2005 году прядильная фабрика № 1 была ликвидирована. 1 декабря 2011 года РУП БПХО было преобразовано в открытое акционерное общество. До 1 января 2022 года БПХО является резидентом свободной экономической зоны «Брест». Часть долгов предприятия по кредитам государственным банкам регулярно списывается.
В 2013 году на предприятие, обеспокоенное оттоком кадров, была направлена партия работников из Бангладеш. В 2014 году ткачи пожаловались на выплату заработной платы существенно ниже обещанной, а руководство предприятия — на низкую квалификацию бангладешских ткачей.
В структуру компании входят:
- Прядильное производство;
- Ткацкое производство;
- Отделочное производство;
- Швейное производство;
- Торговая компания «Блакіт»;
- Московский филиал.

## Современное состояние
В 2016 году компания произвела 4168 т хлопчатобумажной пряжи, 42 026 тыс. м² хлопчатобумажных тканей, 533 тыс. м² нетканых материалов, 3297 тыс. швейных изделий; выручка от реализации продукции, работ, услуг составила 67,7 млн руб. (около 34 млн долларов). В 2015 году чистый убыток составил 69,5 млрд неденоминированных рублей (около 3,5 млн долларов), в 2016 году компания сработала с чистой прибылью в 159 тыс. руб. (около 80 тыс. долларов). В 2016 году 59,4 % продукции было реализовано на внутреннем рынке, 40,6 % поставлено на экспорт в Россию, Украину, Казахстан, Литву, Латвию, Эстонию, Польшу, Чехию.
Мощности фабрики позволяют перерабатывать 6,4 тыс. т сырья в год, производя 5,7 тыс. т хлопчатобумажной пряжи и 80 млн м² суровых тканей. На 1 января 2017 года на предприятии работало 2170 человек.
Предприятие реализует продукцию как на открытом рынке, так и через сеть из 26 дилеров и 55 фирменных магазинов, включая 9 магазинов, работающих по договору франчайзинга.
В 2021 году государство погасило часть долгов предприятия.